# Shuikou, Huicheng
Shuikou (kinesiska: 水口)  är ett stadsdelsdistrikt i sydöstra Kina. Det ligger i stadsdistriktet Huicheng i staden Huizhou i provinsen Guangdong, omkring 120 kilometer öster om provinshuvudstaden Guangzhou. Antalet invånare är 137286. Befolkningen består av 66 216 kvinnor och 71 070 män. Barn under 15 år utgör 15,0 %, vuxna 15-64 år 80 %, och äldre över 65 år 4,0 %.